# Îlet Chevalier
Îlet Chevalier är en obebodd ö i Martinique (Frankrike). Den ligger i den sydöstra delen av Martinique, 30 kilometer sydost om huvudstaden Fort-de-France. 